# قمة أنزاك
قمة أنزاك (بالإنجليزية: Anzac Peak)‏، وهو بركان يبلغ إرتفاعه 715 مترًا. يقع في شبه جزيرة لورينس في جزيرة هيرد في المحيط الجنوبي. تقع إلى الشمال الغربي من قمة موسون. على الرغم من إرتفاعها المنخفض الذي يزيد قليلاً عن 700 متر، فإن القمة والعديد من القمم المجاورة لها ثلوج وجليد دائم، مثل نهر جاكا الجليدي والعديد من الشلالات الجليدية.